# Любов
Вижте пояснителната страница за други значения на Любов.
Любовта е чувство на дълбоко привличане и привързаност към друг човек или нещо (например шоколад или някой спорт). Тя може да приема множество форми, включително романтична любов, семейна любов и любовта между приятели. Любовта често се описва като мощна сила, която може да свързва хората и да създава силни емоционални връзки, включително между хора и домашни любимци.
В личните взаимоотношения любовта може да се изразява чрез добронамереност, състрадание и разбиране, грижа, чувство на привързаност, симпатия (симпатията е благосклонност и насърчителност в отношението към другия), привличане – в някои случаи като при влюбените – произлизащо или съпътствано и от сексуалното привличане. Най-общо това е потребността на човек да бъде всеотдаен към друг човек; това може да включва и склонност към саможертва и себеотрицание, тъй като хората поставят нуждите и желанията на своите близки пред своите собствени. Любовта е дълбоко чувство, което се споделя от близки, влюбени и такива, които имат интимни отношения.
В по-общ смисъл любовта е чувство, характерно не само за хората. Например в чисто биологично-физиологичен аспект любовта може да се изрази с грижата на родителския индивид към малките. В психологически план любовта е силната привързаност към друг човек, индивид, а в социален – е необходимост от (личностен, когато е за хората) контакт.
В българския език съществува синоним на думата „любов“ – „обич“, като трудно може да се определи ясна разлика и граница между двете понятия освен, че обичта е постоянството на любовта. Съществува терминът „платонична любов“, характеризираща се с изпитването на „любовни чувства“ от половозрели индивиди, необвързани от родителски или роднински връзки при липсата на сексуален контакт. В преносен смисъл може да означава още страст към нещо (любов към футбола, любов към знанието).

## Научна гледна точка
Биологичните модели на секса разглеждат любовта като бозайнически инстинкт, подобен на глада или жаждата. Хелън Фишър – водещ експерт в областта на любовта, разделя обичта на три отделни, частично сливащи се етапа: страстно желание, привличане и обвързване. Страстното желание (още лъст) демаскира хората за другите, романтичното привличане окуражава хората да фокусират енергията си върху съвкуплението, а обвързването включва толериране на партньора.
Страстното желание е първоначалното сексуално желание, което поощрява съвкуплението и включва увеличено произвеждане и секретиране в кръвта на тестостерон (при мъжете) и естроген (при жените). Ефектът от тези хормони рядко трае повече от седмици или месеци. Привличането е по-индивидуално и романтично желание към специфичен кандидат за съвкупление. Привличането се развива от първичното сексуално желание като обвързване към отделна личност. Скорошни изследвания в неврологията показват, че когато хората се влюбват, мозъкът последователно секретира определени вещества, включително феромони, допамин, норадреналин и серотонин, чието действие е подобно на амфетамините, стимулирайки центъра за удоволствие в главния мозък, което води до ускорено сърцебиене, загуба на апетит и сън и силно усещане на вълнение. Изследванията показват, че този етап по принцип има продължителност от половин до три години.
След като етапите на страстното желание и привличането са временни, се налага въвеждането на трети етап за дългите връзки. Обвързването представлява връзката, която поощрява любов, продължаваща много години и дори няколко десетилетия. Обвързването често е базирано на брак или раждане на деца, а ако става въпрос за приятелство – на неща като общи интереси. Това се свързва с по-високите нива на веществата окситоцин и антидиуретичен хормон в сравнение с кратките връзки. Енцо Емануеле и неговите съдружници съобщават, че протеиновата молекула, позната като фактор за нервен растеж (ФНР), е в по-големи количества, когато хората се включват за пръв път и постепенно се връща до нормалните количества в разстояние на една година.

## Във философията
Може би най-доброто обяснение за любовта е дадено от Ерих Фром (посветил една от книгите си на любовта: „Изкуството да обичаш“). Той казва: 
| „ | Любовта не е само чувство, защото чувствата рано или късно умират, по своята същност тя е действена, тоест действие, изкуство, което повечето хора си мислим, че владеем, но не е така. | “ |

Фром формулира тезата си за любовта като отговор на проблема за човешкото съществуване: 
| „ | Любовта е единственият начин да се постигне единение на базата на равенството и така да се спасим от непоносимото чувство за самота и безсилие. | “ |

## В религията
Любовта заема важна роля в религията, религиозните вярвания и практики. Религиите от една страна говорят за интерперсоналната любов, както е в християнството например – любовта към ближния, от друга страна за любовта към Бога и божественото, мъдростта и т.н. В религиите любовта може да бъде нещо повече от чувство, та дори и екстатично изживяване, опит.

### Авраамови религии

#### Християнство
Има няколко гръцки думи за любов, които обичайно се отнасят към християнските среди:
- Агапе. В Новия завет агапе е щедра, неегоистична, алтруистична, безусловна. Това е родителската любов, видяна като даваща добро по света, това е начинът по който се възприема, че Бог обича човечеството, и любовта, която християните се стремят да имат към другите.
- Филия. В Новия завет филия е човешкият отклик към нещо, което се възприема като възхитително. Също познато като „братска любов“.
- Две други думи за любов има в гръцкия език: Ерос (сексуална любов) никога не се употребява в Новия завет и сторге (любов на дете към родител) се среща само в съставната филосторгос (Римляни 12:10).

В Новия завет любовта е описана най-добре в „Първо послание на свети апостол Павел до коринтяните“: 
| „           | Да говоря всички езици човешки и дори ангелски, щом любов нямам ще бъда мед що звънти, или кимвал, що звека. | “ |
| 1 Kor 13, 1 | |   |

В тази глава авторът дава едно универсално определение за любовта, което иначе е пречупено от личностния егоизъм на всеки отделен индивид. Той я описва като дълготърпелива, пълна с благост: 
| „               | Любовта е дълготърпелива, пълна с благост, любовта не завижда, любовта се не превъзнася, не се гордее, не безчинствува, не дири своето, не се сърди, зло не мисли. | “ |
| 1 Kor 13, 4 – 5 | |   |

 В края той казва: 
| „            | А сега остават тия три: вяра, надежда, любов; но по-голяма от тях е любовта. | “ |
| 1 Kor 13, 13 |                                                                              |   |

В това последно изречение свети апостол Павел обяснява, че даже да вярваме безусловно в Бог, ако нямаме любов в себе си, ние никога няма да го достигнем.
Ако се замени думата любов в Новия завет с Исус Христос, тогава може да се разбере вече за каква любов става дума. Тази любов може да се преживява от новородения християнин, чрез Светия Дух, защото истинският християнин има Духа, защото има Божия Син или любовта, която е слязла от небето, за да живее новият човек чрез нея. Християнинът е нов човек с все още старо естество, което по природа няма тази любов и затова Бог новоражда човека, за да има Неговото естество, което е любов и което истинският християнин притежава, като дар. Така вече може да бъде преживявана постоянно тази любов, което се изразява с общение с Личностния Триединен Бог, чрез Библията. Както едно бебе има нужда да се храни с мляко, така и новороденият има нужда от духовното мляко на Божието Слово. Ако човек има тази нужда, това означава, че е Божие дете, чрез Христос. Тази любов не може да се скрие от хората и може да се забележи от тях у този, който я показва, както светлината свети в тъмнината, а тъмнината не я схваща. Това общение с Бога задвижва новородения да има и правилното общение и отношение с хората около себе си и това не може да се скрие и прави впечатление за онези, които забелязват това. Но има и такива, които на думи само са християни и както едно дърво се познава по плодовете, така и човек се познава по делата какъв е вътре в сърцето.
- 1:5 то по самата тая причина положете всяко старание и прибавете на вярата си добродетел, на добродетелта си благоразумие.

- 1:6 на благоразумието си себеобуздание, на себеобузданието си твърдост, на твърдостта си благочестие.

- 1:7 на благочестието си братолюбие, и на братолюбието си любов.
- 1:8 Защото ако тия добродетели се намират у вас и изобилват, те ви правят да не сте безделни нито безплодни в познанието на нашия Господ Исус Христос.

### Източни религии

#### Будизъм
В будизма кама (санскрит; оттук заглавието „Кама Сутра“) е чувствената, сексуалната любов, тя е пречка към пътя на просвещението, тъй като е себична. Каруна е състрадание и милост, която намалява страданието на другите. Комплементарна е на мъдростта и необходима за просвещението. Адвеша и метта са доброжелателната любов. Тази любов е безусловна и изисква изключително себеприемане. Тя е твърде различна от обикновената любов, която е обикновено свързана с привързаността и секса – неща, които рядко ги има без наличие на собствен интерес. Вместо това, Будизмът се отнася към неангажираността и неегоистичния интерес към положението на другите.
Идеалът за бодхисатва в будизма на Махаяна включва пълното себеотрицание на човека, за да може той да поеме бремето на страдащия свят. Най-силната мотивация на човека, за да поеме по духовния път на бодхисатва, е идеята за спасението в рамките на неегоистичната, алтруистична любов към всички живи същества.